# فياتشيسلاف كيشر
فياتشيسلاف كيشر (بالأوكرانية: Чечер В'ячеслав Леонідович)‏ (15 ديسمبر 1980 بميكولايف في أوكرانيا - ) هو لاعب كرة قدم أوكراني في مركز الدفاع. شارك مع منتخب أوكرانيا لكرة القدم. أما مع النوادي، فقد لعب مع زوريا لوهانسك وميتالورغ دونيتسك ونادي كارباتي لفيف ونادي كوبان كراسنودار وكريفباس كريفي ريه ‏.

## وصلات خارجية
- فياتشيسلاف كيشر على موقع اتحاد أوكرانيا (الإنجليزية)
- فياتشيسلاف كيشر على موقع قاعدة بيانات كرة القدم.إي يو (الإنجليزية)
- فياتشيسلاف كيشر على موقع ناشيونال فوتبول تيمز (الإنجليزية)
- فياتشيسلاف كيشر على موقع Soccerway.com (الإنجليزية)
- فياتشيسلاف كيشر على موقع AS.com (الإسبانية)